# Pałac Klessheim
Pałac Klessheim niem. Schloss Kleßheim – pałac Klessheim znajdujący się 4 km w kierunku zachodnim od Salzburga, w Austrii, w gminie Wals-Siezenheim.

## Historia
Niewielka posiadłość Kleshof została zakupiona przez biskupa Johanna Ernsta von Thun w roku 1690. Architekt Johann Bernhard Fischer von Erlach rozpoczął przebudowę posiadłości w Lustschloss Favorita, lecz po śmierci biskupa w roku 1709, jego następca, Franz Anton von Harrach zaniechał dalszych prac i dopiero kolejny biskup, Leopold Anton von Firmian (który zbudował pałac Leopoldskron), zakończył prace. Później dodano park w stylu angielskim.

## II wojna światowa

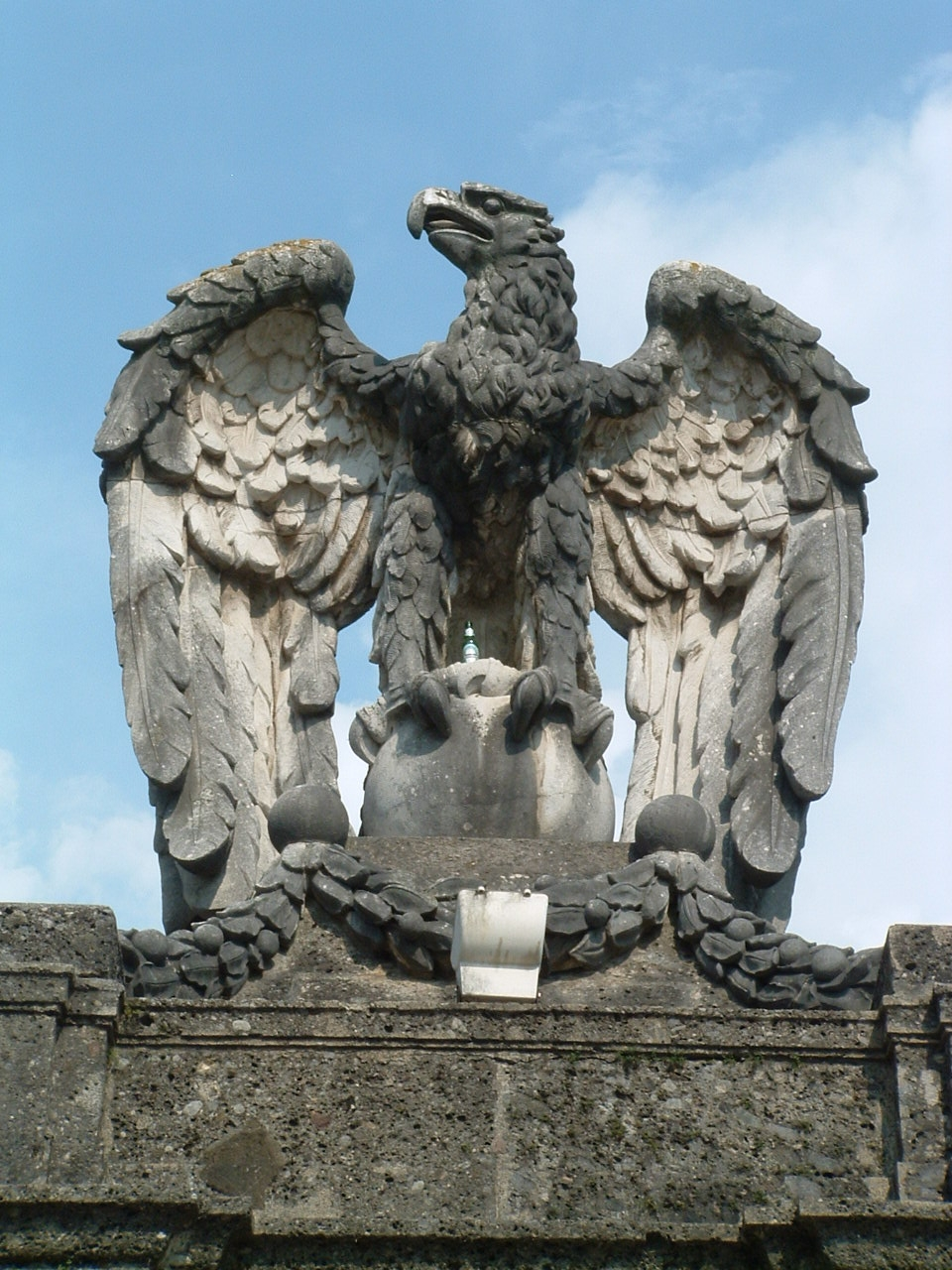
Orzeł

Adolf Hitler, który mieszkał w swej rezydencji w Berghof, od roku 1938 w pałacu Klessheim urządzał konferencje i przyjmował swych gości.
Na dzień 7 lipca 1944 roku planowano zamach na Hitlera w pałacu Klessheim. W tym dniu Hitler był obecny w pałacu, gdzie odbywała się wystawa broni i nowych mundurów. Jednak niemiecki oficer Helmuth Stieff nie uruchomił bomby.
Orły znajdujące się przy wjeździe do pałacu przypominają o III Rzeszy.

## Dzisiaj
Schloss Klessheim jest własnością krainy Salzburgerlandu. W okresie zimnej wojny neutralny rząd austriacki przyjmował tutaj gości i urządzał międzynarodowe konferencje.
Obecnie znajduje się tutaj kasyno.
Pałac pojawił się w filmie z 1965 roku Wielki wyścig z Jackiem Lemmonem, Tony Curtisem and Peterem Falkiem.